# Kiss the Goat
Kiss the Goat — дебютный студийный альбом шведской группы Lord Belial, вышедший в 1995 году.

## Об альбоме
Оформление обложки и буклета в розовом цвете не является замыслом создателей альбома, подобное преобладание розового цвета объясняется ошибкой производителя. Релиз, выпущенный в Японии, содержит бонус-трек Bleed on the Cross взятый с демозаписи группы 1993 года The Art of Dying.

## Список композиций
1. Hymn of the Ancient Misanthropic Spirit of the Forest — 5:20
2. Satan Divine — 3:59
3. Grace of God — 4:14
4. The Ancient Slumber — 5:40
5. Into the Frozen Shadows — 5:36
6. The Art of Dying — 1:38
7. Osculum Obscenum — 3:00
8. Mysterious Kingdom — 6:08
9. In the Light of the Fullmoon — 5:01
10. Lilith — Demonic Queen of the Black Light — 4:36

### Японское издание
1. Bleed on the Cross — 2:59

## Участники записи
- Thomas «Dark» Backelin — вокал, гитара, лирика к композиция под номерами 4, 5, 8, 9 и 10
- Niclas «Vassago» Andersson — гитара, вокал, лирика к первой композиции
- Anders «Bloodlord» Backelin — бас
- Micke «Sin» Backelin — ударные, лирика к второй, третьей и седьмой композициям

### Приглашённые участники
- Jenny «Lilith» Andersson — флейта